# Williston (Florida)
Williston ist eine Stadt im Levy County im US-Bundesstaat Florida. Das U.S. Census Bureau hat bei der Volkszählung 2020 eine Einwohnerzahl von 2.976 ermittelt.

## Geographie
Williston liegt rund zehn Kilometer östlich von Bronson sowie etwa 120 Kilometer südwestlich von Jacksonville.

## Demographische Daten
Laut der Volkszählung 2010 verteilten sich die damaligen 2768 Einwohner auf 1148 Haushalte. Die Bevölkerungsdichte lag bei 158,2 Einw./km². 69,1 % der Bevölkerung bezeichneten sich als Weiße, 23,4 % als Afroamerikaner, 0,1 % als Indianer und 1,6 % als Asian Americans. 3,7 % gaben die Angehörigkeit zu einer anderen Ethnie und 2,2 % zu mehreren Ethnien an. 11,3 % der Bevölkerung bestand aus Hispanics oder Latinos.
Im Jahr 2010 lebten in 36,3 % aller Haushalte Kinder unter 18 Jahren sowie 28,9 % aller Haushalte Personen mit mindestens 65 Jahren. 65,3 % der Haushalte waren Familienhaushalte (bestehend aus verheirateten Paaren mit oder ohne Nachkommen bzw. einem Elternteil mit Nachkomme). Die durchschnittliche Größe eines Haushalts lag bei 2,54 Personen und die durchschnittliche Familiengröße bei 3,01 Personen.
27,3 % der Bevölkerung waren jünger als 20 Jahre, 25,7 % waren 20 bis 39 Jahre alt, 22,7 % waren 40 bis 59 Jahre alt und 24,3 % waren mindestens 60 Jahre alt. Das mittlere Alter betrug 38 Jahre. 46,8 % der Bevölkerung waren männlich und 53,2 % weiblich.
Das durchschnittliche Jahreseinkommen lag bei 36.188 $, dabei lebten 18,4 % der Bevölkerung unter der Armutsgrenze.
Im Jahr 2000 war Englisch die Muttersprache von 97,10 % der Bevölkerung und spanisch sprachen 2,90 %.

## Sehenswürdigkeiten
Am 29. November 1995 wurde die Citizens Bank in das National Register of Historic Places eingetragen.

## Verkehr
Williston wird von den U.S. Highways 27 (SR 500) und 41 sowie der Florida State Road 121 durchquert.
Nächster Flughafen ist der rund 40 Kilometer entfernt gelegene Gainesville Regional Airport.

## Kriminalität
Die Kriminalitätsrate lag im Jahr 2010 mit 426 Punkten (US-Durchschnitt: 266 Punkte) im durchschnittlichen Bereich. Es gab vier Raubüberfälle, 25 Körperverletzungen, 27 Einbrüche, 89 Diebstähle, sechs Autodiebstähle und zwei Brandstiftungen.